# ワー・カミソコ
ワー・カミソコ（Wâ Kamissoko, 1919年? - 1976年）は、マンデ人（マリンケ人）の歴史や伝説を伝えたグリオの一人。1919年前後にフランス領スーダンのキリナ（Krina）で生まれ、1976年にギニア共和国のダンカンコロニ（Dankan-Koroni）で亡くなった。なお、ワーが名字（世代を超えて受け継がれる名前）でカミソコが個人名である。

## 生涯
ワー・カミソコは、キリナの戦いを永遠に語り継ぐ使命を有するグリオの一族の一員として生まれた。グリオは、西アフリカの吟遊詩人で「ジェリ」（djeli）ともいう。キリナの戦いは、ソソ王国（帝国）の王、スマングル・カンテを、マンデ（マンディング）の英雄、スンジャタ・ケイタが破った戦いである。ワー・カミソコはマンデの口承伝統に関する広い知識を身につけるようになった。なお、伝承に特化したジェリを「ヌワーラ」又は「ンワーラ」（nwâra）といい、ワー・カミソコはヌワーラの一員であった。
ワー・カミソコは1957年に民族学者のユースフ・タタ・シセと初めて出会う。二人は堅い友情で結ばれ、ワーはシセのために叙事詩を語ることにした。ユースフ・タタ・シセは、「自分の」グリオの学識の深いことを知り、彼とともに、マリ帝国より始まるマンデの伝統を体系的に解説する取り組みを始めることにした。
1970年代のマリ共和国の首都バマコでは、口承伝統に関する国際会議が、1975年1月と1976年2月の少なくとも2回にわたって開催された。これらのバマコ会議は西アフリカ商事会社（SCOA）が出資する財団による主催であり、アフリック・ノワール（ブラック・アフリカ）の学術の促進を目的としていた。主催団体は後に、アフリック・ノワール学術協会（ARSAN）へと発展する。
ワー・カミソコは、1975年1月と1976年2月のバマコ会議に2回とも出席し、先祖から受け継いだ口承伝統を披露するとともに、出自を異にする歴史学者やアフリカ学者たちから、さまざまな質問を受けた。
西アフリカに興亡したいくつかの帝国の歴史や、『スンジャタ叙事詩』に代表される叙事詩群は、シセとワーの共同作業の結果、より広く、世に知られるようになった。バマコにあるマリ共和国議会の議事堂にある広間の一つには、ワー・カミソコのの功績を讃えて、彼の名前がつけられた。

## 著作
ワー・カミソコは文字を読めず、書くこともできなかった。彼が残した朗誦は、ユースフ・タタ・シセにより記録され、矛盾を取り除くために一部を削除したり、他の伝承者による口承伝統から一部を補ったりする編集が加えられた上で発表された。
- Soundiata ou la gloire du Mali, 1991, Karthala, ARSAN, ISBN 2-811-10261-2
- Youssouf Tata Cisse, Wa Kamissoko, La grande geste du Mali. Des origines à la fondation de l'empire. Des traditions de Krina aux de Bamako,  Karthala, ARSAN, 2ème édition, 2000, ISBN 2865372065, ISBN 2865373266[2]

以下はバマコ会議の記録である。
- Actes du premier colloque de Bamako de 1975, 1975, ARSAN.
- Actes du deuxième colloque de Bamako de 1976, 1977, ARSAN.